# Höflein
Höflein là một thị trấn ở huyện Bruck an der Leitha trong bang Niederösterreich ở nước Áo. Đô thị này có diện tích 22,36 km², dân số năm 2001 là 1149 người.